# 식품 안전

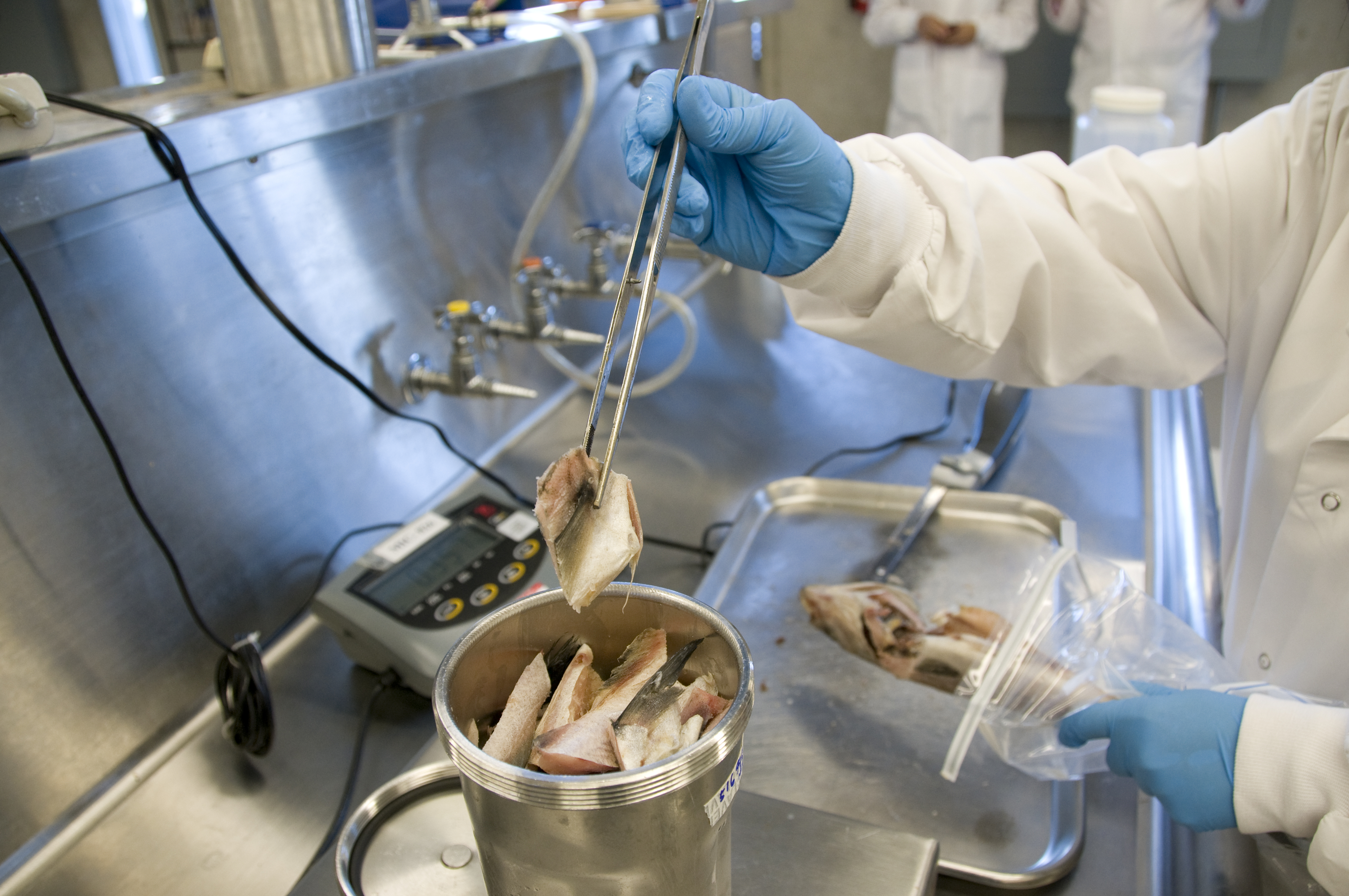
FDA 랩이 해산물의 미생물 시험을 하고 있다.

식품안전(食品安全, 영어: food safety) 또는 식품위생(食品衛生, 영어: food hygiene)은 식품, 식품첨가물, 기구 또는 용기, 포장을 대상으로 하는 음식에 관한 위생을 말한다. 식품의 안전성이 고려되어야 하는 구체적인 단계는 원료의 재배·채취 및 수확 단계, 식품의 제조 및 가공 단계, 식품의 기구·용기 및 포장 단계, 수송·저장 및 판매 단계, 그리고 섭취의 단계로 나눌 수 있다. 식품위생에서 중점적으로 다루는 범위는 대체로 세균성 식중독 및 화학적 식중독의 예방이며, 이외에도 식품의 자연독으로 인한 식중독 예방, 식품을 통한 전염병 전파의 예방 및 기생충증의 예방 등을 다룬다.

## 설명
식품 안전 또는 식품 위생은 식중독을 예방하는 방식으로 식품을 취급, 준비 및 보관하는 방법을 설명하는 과학적 방법/규율로 사용된다. 공통된 식품을 섭취함으로써 유사한 질병이 2건 이상 발생하는 것을 식중독 발생이라고 한다. 여기에는 잠재적인 건강 위험을 방지하기 위해 따라야 하는 여러 가지 루틴이 포함된다. 이런 식으로 식품 안전은 소비자에게 해를 끼치는 것을 방지하기 위한 식품 방어와 종종 중복된다. 이러한 사고방식의 궤도는 산업과 시장, 그리고 시장과 소비자 사이의 안전이다. 업계 간 관행을 고려할 때 식품 안전 고려 사항에는 식품 라벨링, 식품 위생, 식품 첨가물 및 농약 잔류물과 관련된 관행을 포함한 식품의 원산지뿐만 아니라 생명 공학 및 식품에 대한 정책과 정부 수입 관리 지침, 식품 수출 검사 및 인증 시스템이 포함된다. 시장에서 소비자로의 관행을 고려할 때 일반적인 생각은 식품이 시장에서 안전해야 하며 소비자를 위한 식품의 안전한 배송과 준비에 관심이 있다는 것이다. 식품안전, 영양, 식량안보는 밀접하게 연관되어 있다. 건강에 해로운 음식은 유아와 성인에게도 영향을 미치는 질병과 영양실조의 순환을 만든다.
식품은 병원균을 전염시킬 수 있으며, 이로 인해 사람이나 다른 동물이 질병에 걸리거나 사망할 수 있다. 병원체의 주요 유형은 박테리아, 바이러스, 기생충 및 곰팡이이다. WHO 식인성 질병 전염병학 참고 그룹은 식인성 질병의 전 세계 건강 부담에 전적으로 그리고 포괄적으로 초점을 맞춘 유일한 연구를 수행했다. 10년 동안 60명이 넘는 전문가들이 참여한 이 연구는 식중독의 건강 부담에 대한 가장 포괄적인 지침이다. 연구의 첫 번째 부분에서는 우선순위로 간주되는 31가지 식품 매개 위험이 LMIC에서 약 420,000명의 사망자를 차지했으며 2010년에 약 3,300만 장애 조정 수명의 부담을 안겨주었다는 사실을 밝혔다. 식품은 또한 병원균의 성장 및 생식 매체 역할을 할 수 있다. 선진국에는 음식 준비에 대한 복잡한 기준이 있는 반면, 덜 발전한 국가에서는 기준이 적고 해당 기준의 시행도 적다. 그럼에도 불구하고, 미국에서는 1999년에 연간 5,000명이 식인성 병원균과 관련되어 사망했다. 또 다른 주요 문제는 일반적으로 질병 확산에 중요한 항목인 적절한 안전한 물의 가용성이다. 이론적으로 식중독은 100% 예방이 가능하다. 그러나 공급망에 참여하는 사람의 수와 아무리 많은 예방 조치를 취하더라도 병원균이 식품에 유입될 수 있다는 점 때문에 이는 달성할 수 없다.

## 같이 보기
- 대한민국 식품위생법 - 위키문헌
- HACCP
- 무균가공
- 5초 룰
- 식품화학
- 식품공학
- 식품미생물학

## 참고 문헌
1. ↑  식품위생법(제1장 총칙 제2조 참조)
2. ↑  김덕웅 외, <<21세기 식품위생학>>, 수학사, 2007